# Reacción de Hoesch
La reacción de Hoesch o reacción de Houben-Hoesch es una reacción orgánica que consiste en la acilación de un fenol activado utilizando un nitrilo como agente acilante y cloruro de zinc en ácido clorhídrico como catalizadores. Es una alternativa a la acilación de Friedel-Crafts. La reacción es nombrada en honor los químicos Kurt Hoesch y  J. Houben quienes reportaron esta reacción por separado en 1915 y 1926, respectivamente.
Un ejemplo es la síntesis del 1-(2,4,6-Trihidroxifenil)etanona a partir de floroglucinol:
El mecanismo procede en dos reacciones diferentes: 

## Formilación de Gattermann
Un caso particular de la reacción de Houeben-Hoesch es la Formilación de Gattermann, reportada por el químico alemán Ludwig Gattermann. Se utiliza ácido cianhídrico en presencia de un ácido de Lewis, por lo general cloruro de aluminio.

## Reacción de Sugasawa
Otra modificación de la reacción de Hueben-Hoesch es la acilación de anilinas en posición orto, en donde se emplean nitrilos en presencia de tricloruro de boro y un ácido de Lewis: